# (11277) Ballard
(11277) Ballard ist ein Asteroid des inneren Hauptgürtels, der am 8. Oktober 1988 von dem US-amerikanischen Astronomenehepaar Carolyn und Eugene Shoemaker am Palomar-Observatorium (IAU-Code 675) in Kalifornien entdeckt wurde.
Am 15. und 19. Juli 2010 wurde am Osservatorio astronomico della Regione Autonoma Valle d’Aosta in Nus-Saint-Barthélemy vom italienischen Astronomen Albino Carbognani mit einem 81-cm-Ritchey-Chrétien-Cassegrain-Teleskop eine Lichtkurve des Asteroiden aufgenommen. Die 49 gemachten Messungen deuten darauf hin, dass die Rotationsperiode mehr als zehn Stunden betragen dürfte.
Mittlere Sonnenentfernung (große Halbachse), Exzentrizität und Neigung der Bahnebene des Asteroiden entsprechen grob der Phocaea-Familie, einer Gruppe von Asteroiden, die nach (25) Phocaea benannt ist. Die Sonnenumlaufbahn von (11277) Ballard ist mit mehr als 22° stark gegenüber der Ekliptik des Sonnensystems geneigt, was charakteristisch für Phocaea-Asteroiden ist.
(11277) Ballard wurde am 26. Mai 2002 nach dem US-amerikanischen Unterwasserarchäologen Robert Ballard benannt, der vor allem durch die Entdeckung des Wracks der Titanic bekannt wurde.